# Legarda (Hiszpania)
Legarda – gmina w Hiszpanii, w Nawarze, o powierzchni 8,3 km². W 2011 roku gmina liczyła 118 mieszkańców.